# 958 Asplinda
958 Asplinda là một tiểu hành tinh bay quanh Mặt Trời.